# Jeff Float
Jeff Float (Búfalo (Nueva York), Estados Unidos, 10 de abril de 1960) es un nadador estadounidense retirado especializado en pruebas de estilo libre, donde consiguió ser campeón olímpico en 1984 en los 4x200 metros estilo libre.

## Carrera deportiva
En el Campeonato Mundial de Natación de 1982 celebrado en Guayaquil ganó el oro en los relevos de 4x200 metros estilo libre, por delante de la Unión Soviética y Alemania del Oeste; dos años después, en los Juegos Olímpicos de Los Ángeles 1984 ganó la medalla de oro en los relevos de 4x200 metros estilo libre, con un tiempo de 7:16.59 segundos que fue récord del mundo, por delante de Alemania (plata) y Reino Unido (bronce), siendo sus compañeros de equipo los nadadores: Mike Heath, David Larson, Bruce Hayes, Geoff Gaberino y Richard Saeger.